# Eyalet di Mossul
L'eyalet di Mosul (in turco Eyalet-i Mûsil), fu un eyalet dell'Impero ottomano nella regione di Mosul nell'attuale Iraq.

## Storia
Il sultano Selim I sconfisse l'esercito di Shah Ismail alla battaglia di Çaldiran, ma non fu sino al 1517 che gli ottomani ottennero il controllo di Mosul che rimase difatti sede di una guarnigione di frontiera sino alla presa di Baghdad nel 1534. Mosul, dopo la conquista ottomana, divenne una delle tre unità statali dell'area dell'Iraq e la più vicina a Costantinopoli.

## Geografia antropica

### Suddivisioni amministrative
I sanjak dell'Eyalet di Mosul nel XVII secolo erano:
1. sanjak di Bajwanli
2. sanjak di Tekrit
3. sanjak di Eski Mosul (Ninive)
4. sanjak di Hard